# Knooppunt Delta
Knooppunt Delta vzw, eerder genoemd Deltastichting, is een Vlaamse, conservatieve, nieuwrechtse, Groot-Nederlandse vereniging, opgericht in 1965 door historicus Luc Pauwels. De organisatie heeft geen strakke ideologie maar beslaat een bandbreedte van verschillende conservatieve stromingen. Conservatief betekent hier "to change in order to preserve" naar het woord van Edmund Burke. Een belangrijke invloed is GRECE, de denktank van de Nouvelle Droite uit Frankrijk. Regelmatig verschijnen er dan ook bijdragen van de nieuwrechtse GRECE-filosoof Alain de Benoist in het tijdschrift TeKoS, dat wordt uitgegeven door de Knooppunt Delta. De vereniging hecht veel belang aan ecologisme. Een ander geregeld terugkerend thema is spiritualiteit, meestal in de vorm van Europees heidendom.
De activiteit van Knooppunt Delta bestaat uit de publicatie van het driemaandelijks cultureel tijdschrift TeKoS (teksten, commentaren en studies) waarvan in juni 2013 de 150ste uitgave gepubliceerd werd, de uitgave van een reeks brochures, het jaarboek en de organisatie van colloquia met binnen- en buitenlandse sprekers. Knooppunt Delta geeft ook een maandelijkse elektronische nieuwsbrief uit.
In 2004 kreeg Knooppunt Delta van de Universitaire Werkgroep Literatuur en Media van de Katholieke Universiteit Leuven de persprijs het Gouden Lampje toegekend voor de organisatie van het colloquium "Recht op antwoord tegen de dictatuur van het politieke, correcte denken" en de publicaties van de congresreferaten. 
Het symbool van de vereniging is de Wodansknoop.